# Розшива

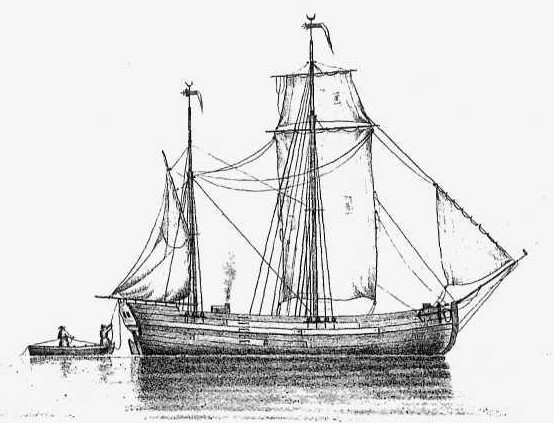
Розшива

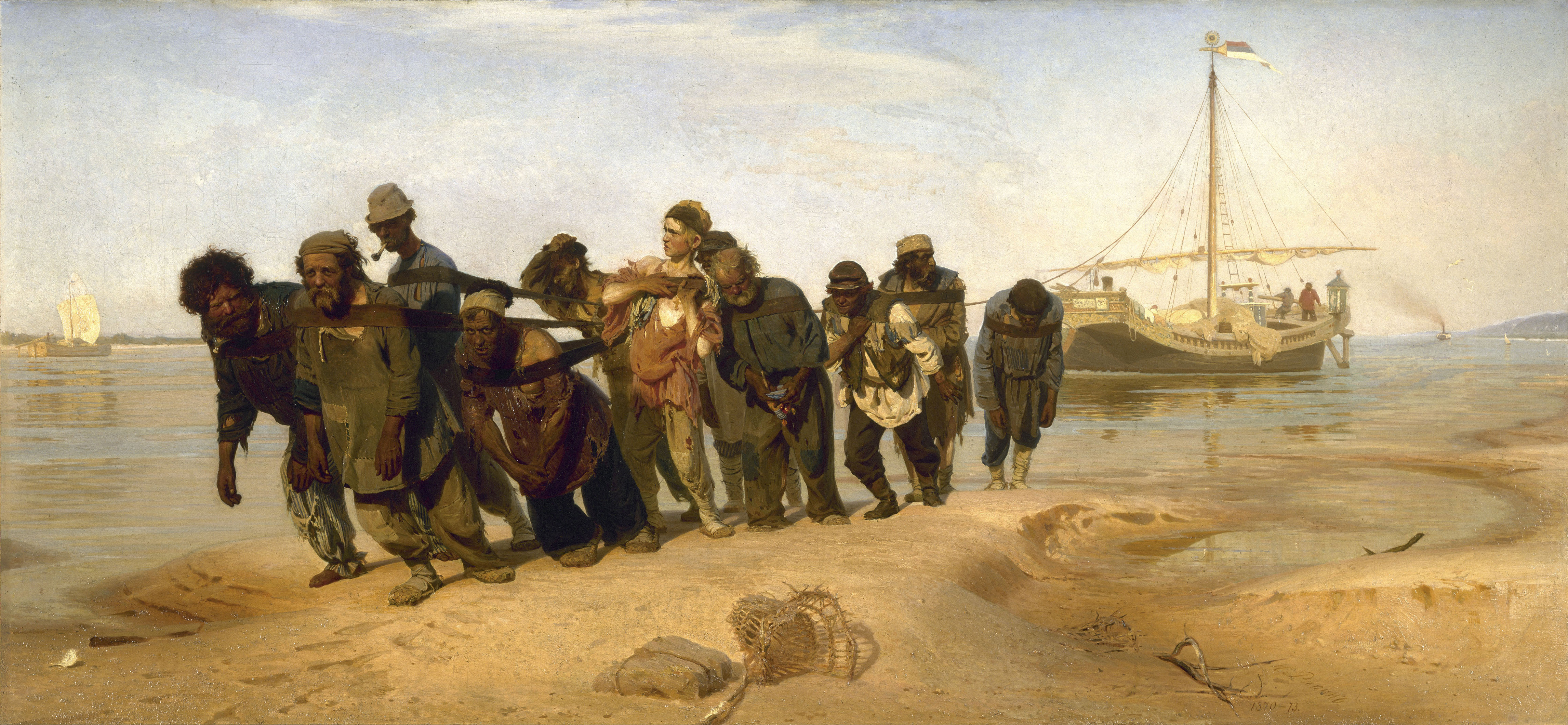
На картині «Бурлаки на Волзі» зображена розшива.

Розши́ва (рос. расшива) — старовинне волзьке дерев'яне парусне судно, звичайно плоскодонне, з гострими носом і кормою. До появи пароплавів була найпоширенішим річковим судном у регіоні.
Слово расшива походить від російського теслярського терміна расшить («укріпити раму розпірками»), за іншою версією — від нім. Reiseschiff («корабель для подорожей»).
У довжину розшива бувала до 25 сажнів, а у ширину до 6 сажнів. Вантажопідйомність сягала 45 000 пудів.
Спереду судно вирізнялося гострим носом з нахиленим штевнем, корма в надводній частині мала транець (плаский щит). На єдиній щоглі судна піднімали два вітрила: нижнє — велике і верхнє — мале. Борти були «розшиті» різьбленням зі зображенням фараонок.
Розшиви рухали проти течії бурлаки.